# Olenecamptus laosensis
Olenecamptus laosensis là một loài bọ cánh cứng trong họ Cerambycidae.